# Voglio tornare negli Anni 90
Voglio tornare negli Anni 90 è un singolo di Dj Matrix pubblicato il 1º gennaio 2013 dalla Dance and Love.

## Descrizione
Il brano, realizzato in collaborazione del duo Paps'n'Skar e Vise, è stato certificato nel 2017 disco d'oro dalla FIMI.
Il messaggio dalla canzone è il rimembrare gli anni 90 con una serie di episodi di gossip e pubblicità dell'epoca sottolineando che negli anni 90 la popolazione era più incline al divertimento e a frequentare locali per ballare.
Il brano è stato ispirato dalla canzone Gli anni degli 883, volendo rivisitare gli episodi del passato in chiave dance.
Sulla scia di Voglio tornare negli Anni 90, Gabry Ponte ha pubblicato con la Dance and Love il tormentone Che ne sanno i 2000.

## Tracce
1. Voglio tornare negli Anni 90 (feat. Paps'n'Skar & Vise) – 3:37

## Classifiche
| Classifica (2013) | Posizione massima |
| ----------------- | ----------------- |
| Italia            | 75                |